# Николо I д’Есте
Вижте пояснителната страница за други личности с името Николо д’Есте.
Николò I д’Есте (на италиански: Nicolò I d'Este; * 1294, Ферара; † 1 май 1344, пак там) от рода Есте е италиански аристократ и кондотиер, съгосподар на Ферара (1317 – 1344), господар на Модена (1336 – 1344).

## Произход
Той е син на Алдобрандино II д’Есте († 1326), маркиз на Ферара и Реджо, и на съпругата му Алда Рангони († 1325). Има двама братя и една сестра:
- Ализа († 1329), господарка на Мантуа като съпруга на Риналдо „Пасерино“ Бонаколси
- Обицо III (* 1294, † 1352), маркиз и господар на Ферара, на Модена и на Парма, съпруг на Якопина Пеполи и на Липа Ариости/Ариосто
- Риналдо II († 1335), кондотиер, господар на Ферара и на Модена, господар на Комакио, съпруг на Лукреция ди Барбиано.

## Биография
Става господар на Ферара заедно с братята си Риналдо и Обицо III, и с Фолко II, внук на Ацо VIII д’Есте.
През 1333 г. защитава Ферара от атаките на папския легат Бертрандо дел Поджето и на 3 февруари е пленен. Освободен е от брат си Риналдо, когото следва в атаката срещу Модена през 1335 г.
През 1337 г. командва армията на Есте срещу Мастино II дела Скала, господар на Верона.
Умира през 1344 г. на 49-50 г.

## Брак и потомство
∞ 21 януари 1335 за Беатриче Гонзага († ок. 1335), дъщеря на Гуидо Гонзага, граф на Мантуа, и на  Аниезе Пико дела Мирандола, от която има син и дъщеря:
- Джакома д'Есте, ∞ за Тринциа II Тринчи († 18 септември 1377), господар на Фолиньо
- Риналдо III д'Есте (1336 – 1369), рицар